# Coblenz (Namibia)
Coblenz ist eine Siedlung (englisch Settlement) mit etwa 1000 Einwohnern (Stand 2009) in der Region Otjozondjupa in Namibia. Coblenz liegt 60 Kilometer südlich von Grootfontein an der Hauptstraße C42 im Wahlkreis Okakarara.
Die Siedlung ist ein regionales Zentrum der San und verfügt über Versorgungseinrichtungen wie Gemeinschaftsschule, Klinik und Einzelhandel. Von 2009 bis 2013 wurde in den Aufbau einer Polizeistation investiert.
Aufgrund seiner Lage am Zusammenfluss zweier Riviere erhielt der Ort zu Zeiten Deutsch-Südwestafrikas den Namen Coblenz, in Anlehnung an Koblenz an Rhein und Mosel, das bis 1926 noch Coblenz geschrieben wurde.